# Bisbat de Cân Tho
El bisbat de Cần Thơ (vietnamita: Giáo phận Cần Thơ; llatí: Dioecesis Canthoënsis) és una seu de l'Església catòlica al Vietnam, sufragània de l'arquebisbat de Ciutat de Hô Chí Minh. Al 2019 tenia 190.633 batejats d'un total de 5.679.613 habitants. Actualment està regida pel bisbe Stephanus Tri Buu Thien.

## Territori
La diòcesi es troba al delta del Mekong, i compren el municipi de Cân Tho i les províncies vietnamites de Hau Giang, Soc Trang, Bac Lieu i Ca Mau.
La seu episcopal és la ciutat de Cần Thơ, on es troba la catedral del Sagrat Cor de Jesús
El territori s'estén sobre 14.423 km² i està dividit en 149 parròquies.

## Història
El vicariat apostòlic de Cần Thơ va ser erigit el 20 de setembre de 1955 mitjançant la butlla Quod Christus del papa Pius XII, prenent el territori dels vicariat apostòlic de Phnom-Penh.
El 24 de novembre de 1960 el vicariat apostòlic cedí una porció del seu territori a benefici de l'erecció del bisbat de Long Xuyên, i paral·lelament va ser elevada a diòcesi amb la butlla Venerabilium Nostrorum del papa Joan XXIII.

## Cronologia episcopal
- Paul Nguyên Van Binh † (20 de setembre de 1955 - 24 de novembre de 1960 nomenat arquebisbe de Saigon)
- Philippe Nguyên-Kim-Diên † (24 de novembre de 1960 - 30 de setembre de 1964 nomenat arquebisbe coadjutor de Huê[1])
- Jacques Nguyên Ngoc Quang † (22 de març de 1965 - 20 de juny de 1990 mort)
- Emmanuel Lê Phong Thuân † (20 de juny de 1990 - 17 d'octubre de 2010 mort)
- Stephanus Tri Buu Thien, des del 17 d'octubre de 2010

## Estadístiques
A finals del 2016, la diòcesi tenia 190.633 batejats sobre una població de 5.679.613 persones, equivalent al 3,4% del total.
| any  | població | població  | població | sacerdots | sacerdots       | sacerdots       | sacerdots             | diàques | religiosos | religiosos | parroquies |
| ---- | -------- | --------- | -------- | --------- | --------------- | --------------- | --------------------- | ------- | ---------- | ---------- | ---------- |
| any  | batejats | total     | %        | total     | clergat secular | clergat regular | batejats por sacerdot | diàques | homes      | dones      |            |
| 1970 | 85.247   | 1.570.071 | 5,4      | 85        | 83              | 2               | 1.002                 |         | 35         | 229        | 47         |
| 1973 | 88.680   | 1.763.000 | 5,0      | 95        | 93              | 2               | 933                   |         | 25         | 330        | 22         |
| 1994 | 138.594  | 4.478.000 | 3,1      | 116       | 115             | 1               | 1.194                 |         | 2          | 369        | 119        |
| 2000 | 154.830  | 4.481.931 | 3,5      | 128       | 128             |                 | 1.209                 |         | 1          | 379        | 132        |
| 2001 | 161.564  | 4.798.152 | 3,4      | 137       | 137             |                 | 1.179                 |         |            | 377        | 133        |
| 2003 | 169.267  | 5.126.000 | 3,3      | 148       | 148             |                 | 1.143                 |         | 4          | 697        | 128        |
| 2004 | 176.424  | 5.793.000 | 3,0      | 153       | 153             |                 | 1.153                 |         |            | 695        | 131        |
| 2006 | 181.856  | 4.836.900 | 3,8      | 165       | 165             |                 | 1.102                 |         |            | 698        | 131        |
| 2013 | 187.846  | 5.244.000 | 3,6      | 196       | 190             | 6               | 958                   |         | 6          | 416        | 147        |
| 2016 | 183.517  | 5.598.951 | 3,3      | 215       | 204             | 11              | 853                   |         | 12         | 509        | 148        |
| 2019 | 190.633  | 5.679.613 | 3,4      | 235       | 221             | 14              | 811                   |         | 31         | 591        | 149        |